# Binburrum ruficollis
Binburrum ruficollis is een keversoort uit de familie vuurkevers (Pyrochroidae). De wetenschappelijke naam van de soort is voor het eerst geldig gepubliceerd in 1895 door Champion.